# Супербол LVII
Супербол LVII је било 57. по реду финале НФЛ-а у овом формату, и одржано је у недељу 12. фебруара 2023. у Глендејлу у савезној држави Аризона на стадиону Стејт Фарм.
Ово је четврти Супербол који је одржан на ширем градском подручју Финикса, а први пут после 2015. и 49. Супербола, када су Њу Ингланд Пејтриотси победили Сијетл Сихоксе са 28:24 на истом стадиону, који се тада звао "Јуниверзити оф Финикс".
Прошлогодишњи финалисти Лос Анђелес Рамси после пораза од Грин Беј Пекерса 19. децембра 2022. и званично неће играти плејоф, чиме су изједначили рекорд Денвер Бронкоса из 1999. за најранију елиминацију неког браниоца титуле.
Према изворима из САД, цена за рекламу од 30 секунди током овог Супербола је била 7 милиона америчких долара, док је благи фаворит за освајање била екипа Филаделфија Иглса. У САД ово издање Супербола има и надимак "Келси Боул" пошто су први пут у његовој историји два рођена брата, Травис Келси за Чифсе и Џејсон Келси за Иглсе, играли један против другог. У Суперболу XLVII (2013) су два рођена брата, Џим и Џон Харбо, тренирала финалисте, али до сада није било ситуација да два брата као играчи буду на супротним странама. Такође се за ову утакмицу у САД користи и надимак "Енди Рид Боул", пошто је тренер Чифса Енди Рид у својој каријери тренирао Иглсе током 13 година у периоду 1999—2012. Ово је и први Супербол у коме су оба стартна квотербека црнци.
У Србији Спорт Клуб је уживо преносио ову утакмицу 13. фебруара од 00:30.
У тесној утакмици су Чифси победили Иглсе 38:35 после поготка Харисона Баткера за 3 поена са 27 јарди од гола. За MVP-ја Супербола је проглашен квотербек Канзас Ситија Патрик Махомс.

## Претходни наступи учесника у финалу
Наведена су и финала пре тзв. Супербол ере која је започела 1966. Чифси су учествовали у првом Суперболу 1966. када су изгубили од Грин Беј Пакерса са 35:10. Иглси су пре Супербол ере играли у 4 финалне утакмице од којих су победили у 3, а наступали су и у 3 Супербола од којих су два изгубили, а један освојили 2017. победом над Њу Ингланд Пејтриотсима резултатом 41:33.
| Клуб              | Претходни наступи у финалима (подебљане године означавају победника те године)                                                        |
| ----------------- | --- |
| Канзас Сити чифси | 4: Супербол I (1966), Супербол III (1969), Супербол LIV (2019), Супербол LV (2020)                                                    |
| Филаделфија иглси | 7: Финале НФЛ 1947, Финале НФЛ 1948, Финале НФЛ 1949, Финале НФЛ 1960, Супербол XV (1980), Супербол XXXIX (2004), Супербол LII (2017) |

## Основна правила америчког фудбала
Тим у америчком фудбалу се састоји од 54 играча од којих се 45 пријављује за утакмицу, а у сваком тренутку њих 11 је на терену за једну екипу. Тих 45 играча су подељена у три засебне поставе: нападачку, одбрамбену и поставу за специјалне задатке. Играч који је део нападачке поставе може играти и у одбрамбеној или у специјалној постави, али у савременом НФЛ-у се то скоро никад не догађа.
Утакмица у НФЛ-у се састоји из 4 четвртина од по 15 минута, при чему пауза између прве и друге, односно треће и четврте четвртине траје бар 2 минута. Пауза на полувремену траје 13 минута. У случају нерешене утакмице се играју продужеци.
Терен је широк 100 јарди (91,44m) и подељен је на пола, а на крајњим ивицама терена се налазе додатни простори од по 10 јарди који представљају енд зоне. У енд зонама се постижу поени или тачдауном, или сејфтијем. На срединама крајњих ивичних делова енд зони се налази по један гол. Свака екипа има 4 покушаја (downs) да освоји простор од најмање 10 јарди. Уколико освоје бар 10 јарди, добијају нова 4 покушаја да поново освоје простор, а циљ екипе која напада је да постигне или тачдаун за 6 поена или шут из игре за 3. Ако одбрана пресретне неко додавање, или ако нападачка екипа истроши 4 покушаја а не освоји довољно простора, лопту преузима противничка екипа која добија своја 4 покушаја за освајање простора. Између сваког покушаја се играчи престројавају на граничној линији последњег освојеног јарда.
Уколико екипа која напада процени да треба да освоји превелику удаљеност за нова 4 покушаја, а нису близу противничког гола да покушају шут за 3 поена, могу да испуцају лопту што даље од своје енд зоне. У енглеском језику се то назива пант (punt), и он може бити блокиран, или у случају успешног испуцавања противничка екипа може да остави лопту, да ухвати без покушаја за освајањем простора (fair catch), или да ухвати лопту уз покушај за освајање што више јарди (punt return). У тим случајевима противничка екипа добија 4 покушаја за освајање 10 јарди од места хватања или пада лопте, или ако враћају лопту из шута а не изгубе је — од места заустављања играча са лоптом. Пант у НФЛ-у може да се изведе при било ком покушају за освајање простора, али најчешће се то ради при 4. покушају (4th down), а лопту испуцавају чланови специјалне поставе нападачке екипе.
Поени у америчком фудбалу се постижу на следеће начине:
- Тачдаун (touchdown) - доноси 6 поена. Постиже се на следеће начине: тако што играч са лоптом у поседу истрчи у противничку енд зону, ухвати додавање у тој зони, или ако у њој ухвати ничију лопту (fumble). Лопта не мора да физички додирне терен да би се важио тачдаун, и не мора цела да буде у енд зони. Одмах након тачдауна екипа која га је постигла добија прилику за екстра поене. Лопта се постави на 3 јарда од енд зоне, и онда екипа може да шутира на гол за 1 поен, или да поново изведе тачдаун за 2 поена. Углавном се шутира на гол, а приликом покушаја за екстра поен је могућ и редак начин постизања 1 поена у случају блокирања покушаја од стране одбране.
- Шут из игре (field goal) - доноси 3 поена. Постиже се шутом на гол приликом неких од 4 покушаја за освајање јарди, углавном код 4. покушаја и код удаљености од око 45 јарди. Након овог шута нема покушаја за екстра поене.
- Сејфти (safety) - доноси 2 поена, или 1 у једном посебном случају. Једини је начин да одбрана, односно екипа без лопте, освоји поене. Постиже се када одбрана у противничкој енд зони обори противничког играча који има лопту, ако нападач изађе ван терена у својој енд зони, или при неком прекршају који екипа која напада направи у својој енд зони. Поени се ретко постижу на овај начин у НФЛ-у, а у нормалним околностима доноси 2 поена. Постоји и специјалан случај када сејфти доноси само 1 поен, а за то је неопходан предуслов да је нека екипа постигла тачдаун и да покушава да постигне додатне поене. Уколико се тај покушај блокира на начин да је лопта у терену и да је одбрана преузела посед, ако се лопта врати у енд зону, или ако лопта изађе из ње па се поново врати тамо, обарање играча са поседом доноси сејфти од 1 поен. У НФЛ-у се то није десило, али јесте у NCAA.[17] Иако се поени у НФЛ-у ретко постижу сејфтијем, најбржи поен у Суперболу је постигнут управо сејфтијем после 12 секунди на почетку Супербола XLVIII,[18] а Супербол XLVII је тактички окончан намерним сејфтијем како би истекло време.[19]

## Избор места одржавања
Од 56. Супербола је уведен нови систем гласања за избор места одржавања утакмице. Пре 2018. године су градови заинтересовани за Супербол подносили захтев лиги, након чега би се ти предлози разматрали у оквиру управног одбора НФЛ-а. Од 2018. године лига не прихвата понуде градова, већ сама предложи место одржавања, након чега се власници свих екипа састају, и онда тајним гласањем подрже или одбију тај предлог. У случају проласка предлога, НФЛ контактира званичнике одабраног града, и онда ступају у преговоре и договоре о одржавању утакмице. На тај начин су у среду 23. маја 2018. власници тимова једногласно подржали предлог лиге да домаћин Супербола 2023. године буде Глендејл у Аризони, а 2024. Њу Орлеанс у Лујзијани.
Било је друштвених и политичких протеста и приговора од стране појединих група поводом избора Аризоне за домаћина Супербола. Верске вође које углавном представљају права Афроамериканаца, су 14. фебруара 2022. одржале протестни скуп прекопута стадиона Стејт Фарм. Захтевали су да се Супербол измести из Аризоне због тога што је државно законодавство одобрило законе који ограничавају бирачко право грађанима. Конкретно, закони из 2021. и 2022. који утичу на могућност ранијег гласања путем поште, и регулишу бирачке спискове. Свештенство на челу протеста је том приликом затражило да измештањем Супербола НФЛ покаже солидарност са њима и са демократијом, чак и по цену великих финансијских губитака које би град претрпео тим потезом. Протестанти су навели пример измештања 28. Супербола из те државе, након што влада Аризоне није одобрила Дан Мартина Лутера Кинга као празник.
Потпредседник огранка Демократске странке за Аризону, Бријана Вестбрук, такође је изразила мишљење да Супербол треба бити измештен из Аризоне због повређених права транссексуалаца и транс особа. У чланку који је написала за сајт LGBTQ Nation је навела да закони S.B. 1138 и S.B. 1165, које је гувернер Аризоне Даг Дјуси потписао током 2022, и који онемогућавају малолетницима да уђу у програм промене пола и забрањује транс-женама да играју за женске спортске тимове, у ствари дискриминише тај део LGBTQ заједнице. Додала је да у Аризони има доста припадника те заједнице, и да би НФЛ требао да се солидарише са њима и са протестима верских вођа, и измести Супербол из Аризоне.
Закључно са 26. децембром 2022. на званичном сајту НФЛ-а нема података о томе да ли ће се догађај измештати из ове савезне државе.

## Технички подаци о утакмици
Утакмица у НФЛ-у се састоји из 4 четвртина од по 15 минута, а на Суперболу традиционално пре почетка утакмице нека позната певачка звезда изводи химну САД, а друга позната личност баца новчић који одлучује о поседу лопте и страни на којој се напада. Такође се на полувремену одржава концерт неког познатог извођача.
Химну САД пред почетак утакмице је отпевао кантри певач Крис Стејплтон.
На овом Суперболу је на полувремену наступала Ријана. Вест о томе је званично објављена 25. септембра 2022. на сајту НФЛ-а. То јој је био први наступ уживо после 5 година, а 2018. и 2019. је одбила да наступа на полувремену Супербола у знак солидарности са Колином Каперником, играчем Сан Франсиско Фортинајнерса који је током 2016. током извођења химне САД клекнуо у знак протеста због полицијске бруталности и расне неједнакости.
Било је назнака и гласина да ће Тејлор Свифт наступати на полувремену, међутим одбила је понуду док не заврши поновно снимање својих првих 6 албума.

## Пут до финала

### Филаделфија Иглси
Иглси су започели сезону са 8 узастопних победа, да би регуларни ток сезоне окончали са 14 победа и 3 пораза, чиме су освојили прво место у својој конференцији. Тимови који су у конференцији били први у регуларном току сезоне не играју прву рунду плејофа, па су тако Иглси чекали победника утакмице између Њујорк Џајантса и Минесота Вајкингса. Шестопласирани Џајантси су победили трећепласирану Минесоту са 31:24, па су 22. јануара 2023. отишли на гостовање у Филаделфију.

#### Полуфинале конференције
| Клуб              | 1  | 2  | 3 | 4  | Укупно |
| ----------------- | -- | -- | - | -- | ------ |
| Филаделфија иглси | 14 | 14 | 0 | 10 | 38     |
| Њујорк џајантси   | 0  | 0  | 7 | 0  | 7      |

Иглси су на свом стадиону 22. јануара 2023. дочекали Њујорк Џајантсе, и убедљиво победили са 38:7.
Лопта је на почетку припала Иглсима, који су у првом поседу из 10 акција освојили укупно 75 јарди. У трећој од тих 10 акција је Филаделфија била на другом покушају за 8 јарди, док је лопта била на линији од 25 јарди на њиховој половини. Квотербек Иглса Џејлен Херц је бацио Девонтеу Смиту додавање од 40 јарди, чиме је лопта дошла на линији од 33 јарда на половини Њујорк Џајантса. После неколико акција су Иглси били на трећем покушају за 5 јарди на 16 јарда од енд зоне Џајантса. Херц је бацио Даласу Годерту лопту, и он је претрчао око 16 јарди и постигао тачдаун за Филаделфију, која је повела са 6:0. После тачдауна су Иглси одлучили да шутирају на гол за додатни 1 поен, који је Џејк Елиот погодио, и тиме повећао резултат на 7:0. Лопту су након тога добили Џајантси, који су из 6 акција освојили 41 јард и дошли до 37 јарди на половини Иглса. Квотербек Џајантса Данијел Џонс је бацио једно додавање од 16 јарди, и једно од 12, док је осталих 9 јарди освојено трчањем. Џајантси су били на трећем покушају за 3 јарда када су два одбрамбена играча Филаделфије оборила Џонса 5 јарди уназад од места почетка акције, да би га затим поново оборили на 4. покушају за 8 јарди и тиме су освојили посед лопте за себе. Филаделфија је из 9 акција освојила 52 јарда и постигла други тачдаун на мечу за 13:0. Осим једног додавања Џејлена Херца од 12 јарди, свака акција је била трчање укључујући и трчање Девонтеа Смита од 9 јарди. Поново су шутирали за 1 поен после тачдауна, и Џејк Елиот је поново погодио, чиме је Филаделфија повела са 14:0. У последњем нападу у првој четвртини Данијел Џонс је бацио додавање за 19 јарди, да би на 1. покушају за 10 јарди, са линије од 49 јарди на половини Иглса, његово додавање било пресечено а лопта одведена у дужини од 8 јарди на Џајантсових 46 јарди.
На почетку друге четвртине Иглси нису успели да пробију одбрану Џајантса, па су након освојена 2 јарда из 3 покушаја испуцали лопту 40 јарди на половини Џајантса. Џајантси су током испуцавања (панта) најавили да неће трчати са лоптом након хватања (fair catch), па су започели напад са своје линије од 9 јарди. Ни они нису освојили 10 јарда током 3 покушаја, па су на 4. покушају за 1 јард испуцали лопту, пошто су се налазили на 18 јарда од своје енд зоне. Лопту су испуцали 45 јарди унапред, Иглси су најавили fair catch, па су следећи напад започели са својих 37 јарди. Ранинг бек Иглса Мајлс Сандерс је из 6 акција трчањем освојио 43 јарди и стигао на линији од 20 јарди на половини Џајантса. На 3. покушају за 3 јарди је квотербек Херц истрчао за 7 јарди, па у новој акцији бацио пас од 10 јарди Даласу Годарту, чиме су се Иглси нашли на 3 јарда од противничке енд зоне. Бостон Скот је истрчао 3 јарда за нови тачдаун, па је Џејк Елиот поново шутирао и погодио гол за 1 поен, чиме је резултат био 21:0 за Иглсе. Након испуцавања лопте после поготка, лопта слеће у енд зону Њујорка што урзокује touchback, и Џајантси нападају са својих 25 јарди. Иглси су одиграли врло добру одбрану, па је након губитка од једног јарда из 3 акција на четвртој акцији Њујорк испуцао лопту све до 28 јарди Иглса. Они су најавили fair catch, па су у складу с тим свој напад започели од тог места. Поново су одлучили да претежно играју акције за трчање, и освојили су 36 јарда из 4 таквих акција. Од тога је Мајлс Сандерс имао 18+4, Џејлен Херц 3, и Бостон Скот 10. Након тога су одиграли 5 акција за додавања, од којих је Херц бацио 2 непотпуна, и 3 за 4+6+9 јарди. После су два пута истрчали за 6+1 јард, па се акција касније завршила тачдауном након што је Херц истрчао око 10 јарди. Елиот је поново после тога погодио гол за 1 поен, па је Филаделфија водила 28:0. После испуцавања лопта пада у енд зону Џајантса за touchback, и напад креће са 25 јарди на гостујућој половини. Квотербек Џајантса Данијел Џонс је истрчао за 9 јарди, па је у наредна 2 покушаја за 1 јард бацио два непотпуна додавања, након чега су одлучили да са своје линије од 34 јарда при 4. покушају за 1 јард испуцају лопту. При паду лопте је најављен fair catch на Иглсових 21 јарди, и у следећем нападу је после Херцовог намерног клечања да би прекинуо игру (spike) било завршено полувреме. Џајантси су освојили само 17 јарди из 3 поседа у овој четвртини, од којих се сваки завршио испуцавањем, док је Филаделфија освојила 131 јард и постигла 14 поена из такође 3 поседа.
У трећој четвртини су Џајантси коначно постигли поене. Пошто су у претходна два поседа и они и Филаделфија испуцали лопту, Њујорк је од своје линије за 12 јарди из 11 акција освојио 88 јарди и постигао тачдаун. Углавном су се играле акције за трчање са лоптом, а Секвон Баркли је освојио 50 од тих 88 јарди, укључујући 39 јарди на 3. покушају за 2 јарда са његове линије за 20 јарди. Баркли је уручио лопту Мату Брејди који је истрчао 8 јарди за тачдаун. Након тога су шутирали и погодили за 1 поен, чиме је резултат био 28:7.
У четвртој четвртини су Џајантси након освојених 35 јарди испуцали лопту на 4. покушају за 6 јарди са своја 42 јарда. Филаделфија је након тога скоро искључиво трчањем освојила 80 јарди, и посед завршила успешним шутом за 3 поена са Њујоркових 12 јарди. Џајантси су вратили испуцавање на 23 јарда, па су из 9 акција освојили 13 јарда, и после неуспешног освајања простора на 4. покушају лопту су предали Иглсима на својих 36 јарди. У том поседу је Данијел Џонс Бацио 3 непотпуна додавања, и два пута је био обаран (sack). Иглси су затим из 5 акција освојили 41 јард, укључујући 35 јарди из једне акције у којој је Кенет Гејнвел истрчао за тачдаун. Након тога је Џејк Елиот погодио шут за 1 поен, и убрзо се утакмица завршила са 38:7.

#### Финале конференције
| Клуб                        | 1 | 2  | 3 | 4 | Укупно |
| --------------------------- | - | -- | - | - | ------ |
| Филаделфија иглси           | 7 | 14 | 7 | 3 | 31     |
| Сан Франциско фортинајнерси | 0 | 7  | 0 | 0 | 7      |

Филаделфија је на домаћем терену 29. јануара 2023. дочекала Сан Франциско Фортинајнерсе, који су пре тога победили Далас Каубојсе са 19:12. Иглси су победили 31:7.
Фортинајнерсима се током сезоне најпре повредио стартни квотербек Треј Ленс, да би се неколико утакмица после тога повредио и резервни квотербек Џими Гарополо, тако да је последњи пик на драфту пре почетка ове сезоне, Брок Перди, дошао до стартне позиције. Супротно очекивањима, Перди је одиграо изузетну сезону, а Најнерси су имали и добру нападачку и одбрамбену поставу. У првој четвртини је Филаделфија имала први посед, и одвели су шут Фортинајнерса на својих 34 јарди. После тога су играли мешовите акције, односно наизменично и трчање и додавање. Једном је одбрана Фортинајнерса успела да дође до Филаделфијиног квотербека Херца и да га обори. На 4. покушају за 3 јарди на 35 јарди Сан Франциска Џејлен Херц је бацио додавање од 29 јарди свом вајд рисиверу Давонти Смиту. После хватања су се врло брзо престројили за почетак напада, и убрзо постигли тачдаун, и након тога шут за додатни 1 поен, и повели са 7:0. Испоставиће се касније да ово заправо није требало да буде пресуђено као успешно хватање, пошто је Смит пред крај хватања испустио лопту, али то судије нису на време виделе јер нису биле у том углу, а ни тренер Фортинајнерса Кајл Шанахан није тражио челенџ. Једна од контроверзнијих одлука је била и то што ни судије у соби за снимке нису хтеле да погледају акцију.
У једном поседу Фортинајнерса је одбрамберни играч Иглса Хасон Редик стартовао њиховог квотербека Пердија, и изнудио изгубљену лопту коју су Иглси преузели и добили посед. Приликом старта је Пердију страдао лакат на десној руци којом баца лопту, па је морао да буде замењен и није се враћао до полувремена. На тај начин је 4. квотербек у сезони за Фортинајнерсе, Џош Џонсон, који је у каријери изменио много екипа, наставио меч. До краја прве четвртине је у 3 последња поседа било исто толико испуцавања. Кристијан Макафри, ранинг бек Фортинајнерса је био играч преко кога су они постигли своје прве поене у другој четвртини. Око 7. минута у другој четвртини је освојио 3+23 јарди трчањем, од којих је онај од 23 довео до тачдауна, и каснијег шута и поготка за 1 додатни поен, чиме је резултат био изједначен на 7:7.
У следећем поседу су Иглси углавном преко трчања Гејнвела и Сандерса, али и казни за Фортинајнерсе, дошли до новог тачдауна и каснијег шута за додатан 1 поен, чиме је резултат био 14:7. Сан Франсиско је у свом поседу преко додавања квотербека Џоша Џонсона освојио 12 јарди, али је Џонсон лоше ухватио лопту коју му је додао његов центар на почетку акције, па се она одбила од њега, а одбитак је преузела Филаделфија на 30. јарди од енд зоне Фортинајнерса. Џејлен Херц је онда бацио 2 додавања од по 5 јарди, да би на 20 јарда од енд зоне Фортинајнерса њихов играч Дре Гринло ухватио Бостона Скота за кацигу, и тиме направио прекршај од 10 јарди. Управо Скот је постигао тачдаун за Иглсе, и након додатног шута на гол Иглси су на полувреме водили 21:7.
На самом почетку треће четвртине је одбрана Филаделфије оборила Џоша Џонсона, приликом чега је он доживео повреду после које није могао да настави утакмицу. Уместо њега се на терен вратио повређени Брок Перди, који није могао да баца дугачка додавања због претходне повреде лакта десне руке. Перди је до краја целе утакмице бацио само 2 додавања, па се игра Фортинајнерса углавном свела на акције трчања ради освајања јарди. У једном тренутку је и ранинг бек Сан Франсиска Кристијан Макафри морао да игра квотербека, пошто је он представљао већу претњу за одбрану Филаделфије јер је потенцијално могао да боље осваја јарде трчањем од Пердија, који је био онемогућен да додаје. Прва три поседа у трећој четвртини су завршена испуцавањем; најпре Сан Франсиска, па Филаделфије, да би Сан Франсиско поново испуцао лопту на Филаделфијиних 9 јарди. Филаделфија је из 16 акција освојила 72 јарда и дошла до новог тачдауна уз додатни шут за 1 поен, чиме је резултат постао 28:7. Херц је у том поседу бацио додавање од 17 јарди, а и сам је у једној акцији претрчао 14 јарди, и напослетку сам дотрчао у енд зону и постигао тачдаун.
У четвртој четвртини није било много поена, ни акција. Једине поене је постигао Џејк Елиот за Иглсе приликом шута на гол са 31 јарда од гола, на 13 јарди од енд зоне Фортинајнерса.

### Канзас Сити Чифси

#### Полуфинале конференције
| Клуб               | 1 | 2  | 3 | 4  | Укупно |
| ------------------ | - | -- | - | -- | ------ |
| Канзас Сити чифси  | 7 | 10 | 3 | 7  | 27     |
| Џексонвил џагуарси | 7 | 3  | 0 | 10 | 20     |

Пошто су Канзас Сити Чифси били први у својој конференцији на крају регуларног тока сезоне, као ни Филаделфија Иглси нису играли прву рунду плејофа. У полуфиналу конференције су чекали победника утакмице између Џексонвил Џагуарса и Лос Анђелес Чарџерса, коју су Џагуарси након заостатка од 27:0 на полувремену преокренули и победили шутом за 3 поена на самом крају утакмице за коначних 31:30. То је био 3. највећи преокрет у историји плејофа НФЛ-а закључно са датумом одигравања утакмице.
Чифси су 21. јануара 2023. на Ароухед стадиону у Канзас Ситију дочекали Џексонвил Џагуарсе. Џагуарси су добили посед на самом почетку утакмице, али након само 5 освојених јарди из 3 акција су са својих 31 јарди испуцали лопту на 11 јарди Канзас Ситија. Приликом пријема су Чифси покушали да врате лопту назад, и освојили су 6 јарди, чиме су свој посед почињали са своје линије од 17 јарди. Из 13 акција су освојили 83 јарди углавном додавањем. Квотербек и МВП регуларног дела сезоне Патрик Махомс је од својих 9 додавања комплетирао 6 и освојио је 69 јарди. Последње додавање је било од 8 јарди за Трависа Келсија који је постигао прве поене на утакмици. После 6 поена из тачдауна су шутирали на гол за додатни поен, и постигли су га након успешног шута Харисона Баткера, чиме је резултат био 7:0. Приликом испуцавања Чифса после постигнутих поена за почетак поседа Џексонвила, лопту је са својих 2 јарда примио Џамал Егњу, који је освојио 63 јарда, чиме је Џексонвил почињао напад са 39 јарди Канзас Ситија. Од тог места су из 9 акција, од којих је у једној Травис Етијен истрчао 19 јарди, дошли до тачдауна. Он је постигнут након што је Тревор Лоренс бацио додавање од 10 јарди Кристијану Кирку. Рајли Патерсон је погодио додатни шут за 1 поен, па је резултат био 7:7. У свом следећем поседу су Чифси из 12 акција освојили 38 јарди, од којих је Махомс освојио 27 преко комплетираних 6 од 7 додавања, и истрчао је додатних 10. Приликом једне акције је он и повредио чланак, па је морао да изађе са терена, а посед су на почетку друге четвртине окончали шутом за 3 поена на линији од 32 јарди Џексонвила, на укупно 50 јарди од гола. Харисон Баткер је тако постигао свој четврти поен на утакмици, а Чифси су поново повели са 10:7.
У наставку друге четвртине Џексонвил је након освојених 46 јарди из 10 акција испуцао лопту на 2 јарда од енд зоне Канзас Ситија. Напад Канзас Ситија је уместо повређеног Махомса организовао резервни квотербек Чад Хени. Из 13 акција су освојили 83 јарда, међу којима је значајно било освајање 39 јарди из једног трчања Ајзеје Пачека. Напад се завршио тачдаун пасом од 1 јарда које је Хени бацио Травису Келсију, и додатним поеном који је Баткер погодио за 17:7. Џексонвил је на то одговорио поседом од 11 акција за 52 јарда, од којих је Тревор Лоренс бацио 3 додавања за 26 јарди Кристијану Кирку. Напад се окончао шутом за 3 поена са 41 јарда удаљености од гола, који је Патерсон погодио за 17:10.
Оба тима су своја прва два поседа наизменично завршавали испувавањем. Махомс се вратио у игру за Чифсе, али се видно тешко кретао. Успео је да баци два додавања за 27 + 11 јарди, а напад се окончао успешним шутем Харисона Баткера за 3 поена са 50 јарди удаљености од гола. Резултат на крају треће четвртине је био 20:10.
Џексонвил је заостајао најмање 2 поседа за Чифсима на почетку 4. четвртине. У свом првом поседу у четвртини су успели да из 10 акција освоје 80 јарди. Квотербек Џагуарса Тревор Лоренс је бацио додавање од 12 јарди, сам истрчао 11, и бацио додавање од 37 јарди свом вајд рисиверу Зеју Џонсу. Кристијан Кирк је истрчао 18 јарди из једне акције, а напад се завршио тачдауном који је постигао Травис Етијен након трчања од 4 јарда. Рајли Патерсон је погодио додатни шут за 1 поен, па је резултат био 20:17. Чифси су на то одговорили сопственим поседом од 70 јарди из 13 акција. Акцији којој су претходили поени су претходила 2 додавања Патрика Махомса од 26 + 16 јарди, и акцијом у којој је Кадаријус Тони истрчао 14 јарди. Махомс је на крају поседа бацио додавање од 6 јарди Маркезу Валдезу-Скентлингу који је постигао тачдаун, па је након поготка Баткера за 1 поен Канзас Сити водио 27:17.
Почетни шут Канзас Ситија након поготка Џамал Егњу је прихватио на својих 3 јарда, и повратио је 42 јарда. Потенцијални тачдаун је спасио шутер Чифса Харисон Баткер. Тревор Лоренс је током поседа бацио 2 додавања од 16 + 18 јарди, и сам је истрчао 12, чиме је Џексонвил дошао на 9 јарди од енд зоне Чифса, и били су на 1. покушају за тачдаун. Лоренс је бацио лопту 3 јарди унапред ка Џамалу Егњуу, који је прихватио лопту, али ју је изгубио након старта Лаџаријуса Снида, који се том приликом и повредио, а слободну лопту је освојио лајнбекер Чифса Ник Болтон. Одбрана Џагуарса је натерала Чифсе да испуцају лопту, коју су у поседу Џексонвила Чифси пресецањем додавања повратили. После 6 акција у којима су освојили укупно 20 јарди, Чифси су испуцали лопту назад ка Џагуарсима. Они су из 6 акција, у којима је Лоренс бацио додавања за 11 + 21 + 5 јарди, дошли до 30 јарди Канзас Ситија. Напад су завршили успешним шутом за 3 поена Рајлија Патерсона, чиме је резултат био 27:20, али није било више времена за неки преокрет, и утакмица је завршена тим резултатом.

#### Финале конференције
| Клуб               | 1 | 2  | 3 | 4 | Укупно |
| ------------------ | - | -- | - | - | ------ |
| Канзас Сити чифси  | 3 | 10 | 7 | 3 | 23     |
| Синсинати бенгалси | 0 | 6  | 7 | 7 | 20     |

Канзас Сити је на домаћем терену 29. јануара 2023. дочекао Синсинати Бенгалсе, који су пре тога убедљиво победили Буфало Билсе 27:10 у гостима. Бенгалси су пре овога имали позитиван скор против Чифса у претходне 3 године, укључујући прошлогодишње финале конференције у ком су у гостима после продужетака победили са 27:24, и отишли су Супербол LVI. Поједини навијачи Синсинатија су због тога стадион Чифса Ароухед називали Бероухед по свом квотербеку Џоу Бероу, а и градоначелник Синсинатија Афтаб Пуревал се придружио навијачима након што је изјавио да Џо Бероу треба да уради ДНК анализу како би се утврдило да ли је он отац Патрику Махомсу.
Лопту су на почетку утакмице добили Бенгалси, па су Чифси извели почетни ударац. Харисон Баткер је лопту шутнуо на 2 јарда Бенгалса, коју су они вратили 17 јарди уназад, па су напад започели са линије од својих 19 јарди. Одбрана Чифса је играла јако добро, па су Бенгалси из 8 акција освојили само 9 јарди, при чему је и њихов квотербек Џо Бероу био оборен и изгубио 9 јарди. После испуцавања је Канзас Сити започео напад у коме су из 7 акција освојили 39 јарди. Патрик Махомс је бацио два додавања од по 16 јарди, и једно од 3, док је преостали простор у поседу трчањем освојио Ајзеја Пачеко. На 4. покушају за 5 јарди на 43 јарда од гола (линија од 25 јарди на терену) су одлучили да шутирају, и после успешног поготка Харисона Баткера Чифси воде са 3:0. Бенгалси у свом поседу поново нису успели да освоје значајни простор због агресивне одбране Канзас Ситија, па су у поседу пре испуцавања укупно изгубили 9 јарди, а Џо Бероу је био два пута оборен. У првој четвртини Бенгалси нису освојили укупно ниједан јард, а квотербек им је био обаран 3 пута.
У другој четвртини је Канзас Сити имао посед у коме је Патрик Махомс од 8 покушаја комплетирао 6 за укупно 69 јарди, и екипа је дошла до 9 јарда на Синсинатијевој половини. Ајзеја Пачеко је постигао тачдаун након што је претрчао 10 јарди, али је он поништен због прекршаја којег су направили у нападу, па су тбог казне коју је прекршај носио почели следећу акцију 10 јарди уназад. Посед су окончали шутем са 29 јарда који је Баткер погодио, па је резултат сада био 6:0. Бенгалси су у свом поседу освојили 63 јарди из 14 акција, од којих је Џо Бероу имао једно битно додавање Тајлеру Бојду од 16 јарди при 3. покушају за 14, а касније му је поново бацио додавање за 16 јарди. Напад су окончали шутом Евана Макферсона са 30 јарди од гола, па је резултат био 6:3. Чифси су у том поседу успели да једном оборе Џоа Бероуа за губитак од 4 јарда. Канзас Сити је у следећем поседу узвратио налетом од 75 јарди из 10 акција, од којих је најдуже додавање било од 29 јарди које је Махомс бацио Маркезу Валдез-Скентлингу. Први тачдаун на утакмици је постигао Травис Келси након што је, при 4. покушају за 1, ухватио додавање од 14 јарди. После тачдауна су шутирали за додатан 1 поен који је Баткер успешно погодио, па је резултат био 13:3 за Чифсе. Џо Бероу су пресекли додавање при нападу Бенгалса, али је њихова одбрана одиграла јако добро па су Чифси испуцали лопту после 3 неуспешне акције у којима су бацили непотпуна додавања. Последњи напад пред полувреме су Бенгалси почели са својих 5 јарди. Из две акције су освојили 2 + 6 јарда, да би онда Џоу Бероу пресекли додавање од 20 јарди, али је оно преиначено пошто је одбрана Чифса направила прекршај, па су Бенгалси освојили 20 јарди том приликом. Бероу је онда комплетирао 8 од 10 додавања за укупно 62 јарда, од којих су најдужа додавања била за 21 које је прихватио Ти Хигинс, и 17 које је прихватио Џамар Чејс. Посед се окончао успешним поготком Евана Макферсона за 3 поена са 20 јарди од гола, и на полувреме се отишло са резултатом од 13:6 за Канзас Сити.
У трећој четвртини су Бенгалси успели да натерају Чифсе да испуцају лопту, па су у нападу из 9 акција освојили 62 јарда и постигли тачдаун. Најдуже додавање у том нападу је био тачдаун пас Џоа Бероуа за Тија Хигинса од 27 јарди. После тачдауна су успешно постигли гол за 1 додатни поен, па је резултат сада био 13:13. После тога је Канзас сити имао свој налет у коме су из 13 акција освојили 77 јарди, и после Махомсовог тачдаун додавања од 19 јарди Валдезу-Скентлингу при 3. покушају за 10 јарди. У том нападу је Махомс пре тачдауна бацио Валдез-Скентлингу два додавања за 33 јарди. После Баткеровог поготка за додатни поен после тачдауна, резултат је био 20:13. После почетног ударца одбрана Чифса је приморала Синсинати да испуца лопту после само 3 освојена јарда, па је Канзас Сити из 5 акција дошао до Бенгалсових 46 јарди. На минут до краја треће четвртине Махомсу испада лопта приликом покушаја додавања, а ничију лопту је на 45 јарди Канзас Ситија ухватио одбрамбени играч Бенгалса Сем Хабард. Чифси су одиграли добру одбрану, и довели Синсинати на 4. покушај за 6 јарди на линији од 40 јарди Канзас Ситија. Међутим, Џо Бероу је успео да заврши додавање од 35 јарди које је крилни хватач Џамар Чејс ухватио скоком између два одбрамбена играча Чифса. Напад је напослетку довео до претрчавања Самаџеја Перина од 2 јарда за тачдаун, па је после гола Макферсона за 1 поен резултат на 13:35 до краја 4. четвртине био поново изједначен са 20:20.
Чифси су у свом следећем нападу испуцали лопту са својих 40 јарди на Бенгалсових 18, да би они напослетку дошли на своју линију од 36 јарда. Бероу је при 2. покушају за 3 јарда бацио непотпуно додавање, а на 3. покушају за 3 је бацио додавање у дубоку десну страну терена, и то му је додавање пресекао Џошуа Вилијамс на 18 јарди Чифса. У свом нападу су дошли до линије од 42 јарда Бенгалса, и на 3. покушају за 12 јарди је Махомс успешно додао лопту за 4 јарда, али су кажњени пошто је један њихов играч направио прекршај задржавањем једног играча Бенгалса. Пошто тренери у НФЛ-у могу да прихвате пресуду судија, или да одбију казну за противника чиме би се игра наставила у затеченом стању, тренер Бенгалса Зек Колинс је могао да прихвати казну и помери Чифсе 10 јарди уназад, или да је одбије, чиме би их оставио на 4. покушају за 8 јарди. Колинс је одбио казну како би натерао Канзас Сити да шутира на гол са велике удаљености, или да испуца. Чифси су испуцали на 6 јарди од енд зоне Бенгалса, одакле су они из 6 акција дошли до својих 35 јарди, при чему је најуспешнија акција била додавање Бероуа од 23 јарди свом тајт-енду Хејдену Херсту при 3. покушају за 16 јарди. Међутим одбрана Чифса је одиграла јако добро, па су при 3. покушају за 8 јарди успешно оборили Џоа Бероуа за губитак од 7 јарди, па су Бенгалси морали да испуцавају лопту јер су били на својих 28 јарда, а ближио се крај регуларног тока меча при изједначеном резултату од 20:20. Дру Крисман, испуцавач (пантер) Бенгалса, је испуцао лопту 54 јарди унапред на Чифсових 18 јарди, коју је Скај Мур прихватио и вратио 29 јарди уназад, чиме је напад Канзас Ситија кретао са њихових 47 јарди, односно скоро са пола терена, и са 40 секунди до краја регуларног тока утакмице. Патрик Махомс је бацио додавање Ајзеји Пачеку за 6 јарди, да би при 2. покушају за 4 јарда на Бенгалсових 47 јарда бацио непотпуно додавање. На 17 секунди до краја утакмице Патрик Махомс покушава претрчавањем да освоји простор и излази ван терена, али га је тамо у инерцији оборио одбрамбени играч Бенгалса Џозеф Осаји. Судије су казниле Синсинати са 15 јарди, па је Харисон Баткер имао шансу да на линији од противничких 27 јарди, односно 45 од гола, реши утакмицу. На 8 секунди до краја, Баткер успешно постиже гол за 3 поена са те удаљености, чиме је Канзас Сити победио Синсинати 23:20, и прошао у Супербол.
Патрик Махомс је са повређеним чланком имао 29/43 успешна додавања за укупно 326 јарди и 2 тачдауна. Валдез-Скентлинг је био најбољи хватач на утакмици са 6 хватања за 116 јарди, и један тачдаун. Травис Келси је имао 7 хватања за укупно 78 јарда, и један тачдаун. Томи Таунсенд је 3 од своја 4 испуцавања добацио унутар 20 јарда оденд зоне Бенгалса.
Са друге стране Џо Бероу је имао 26/41 успешно додавање за укупно 270 јарди и 1 тачдаун. Такође је био и најбољи тркач своје екипе, пошто је освојио 30 јарди из 4 претрчавања, али су му и 2 пута пресекли додавања, и 5 пута обарали. Ти Хигинс је са 6 пријема за укупно 83 јарди уз 1 тачдаун био најбољи хватач Бенгалса.

## Финале
| Клуб              | 1 | 2  | 3 | 4  | Укупно |
| ----------------- | - | -- | - | -- | ------ |
| Канзас Сити чифси | 7 | 7  | 7 | 17 | 38     |
| Филаделфија иглси | 7 | 17 | 3 | 8  | 35     |

После тесне и напете утакмице Канзас Сити чифси су голом Харисона Баткера победили са 38:35. Њихов квотербек Патрик Махомс је проглашен за MVP-ја финала.

## Занимљивости
- Ово је први Супербол у коме два рођена брата, Травис и Џејсон Келси, играју један против другог. Због тога је и један од надимака ове утакмице и "Келси боул".[7] У Суперболу XLVII (2013) су два рођена брата, Џим и Џон Харбо, тренирала финалисте, али до сада није било ситуација да два брата као играчи буду на супротним странама.
- Такође је и први Супербол у коме су оба стартна квотербека, Џејлен Херц за Филаделфија Иглсе и Патрик Махомс за Канзас Сити чифси, црнци.[9]
- У САД се за ову утакмицу у  користи и надимак "Енди Рид Боул", пошто је тренер Чифса Енди Рид у својој каријери тренирао Иглсе током 13 година у периоду 1999—2012.[8]
- Према изворима из САД, цена за рекламу од 30 секунди током овог Супербола је била 7 милиона америчких долара.[5]